# La Verrière
La Verrière ist eine französische Gemeinde mit 6142 Einwohnern (Stand 1. Januar 2022) im Département Yvelines in der Region Île-de-France. La Verrière liegt im Arrondissement Rambouillet und im Kanton Trappes. Die Einwohner werden Verrinois genannt.

## Geografie
Umgeben wird La Verrière von den Nachbargemeinden Maurepas im Norden, Élancourt im Norden und Osten, Le Mesnil-Saint-Denis im Süden und Coignières im Westen.
Im Gemeindegebiet liegt der Étang des Noes.

## Bevölkerungsentwicklung
| 1962 | 1968 | 1975 | 1982 | 1990 | 1999 | 2006 | 2011 |
| ---- | ---- | ---- | ---- | ---- | ---- | ---- | ---- |
| 1352 | 2868 | 6219 | 6674 | 6187 | 6053 | 6057 | 5924 |

## Gemeindepartnerschaften
Mit der italienischen Gemeinde Panicale in der Provinz Perugia (Umbrien) und der malischen Gemeinde Diabigué bestehen Partnerschaften.

## Sehenswürdigkeiten

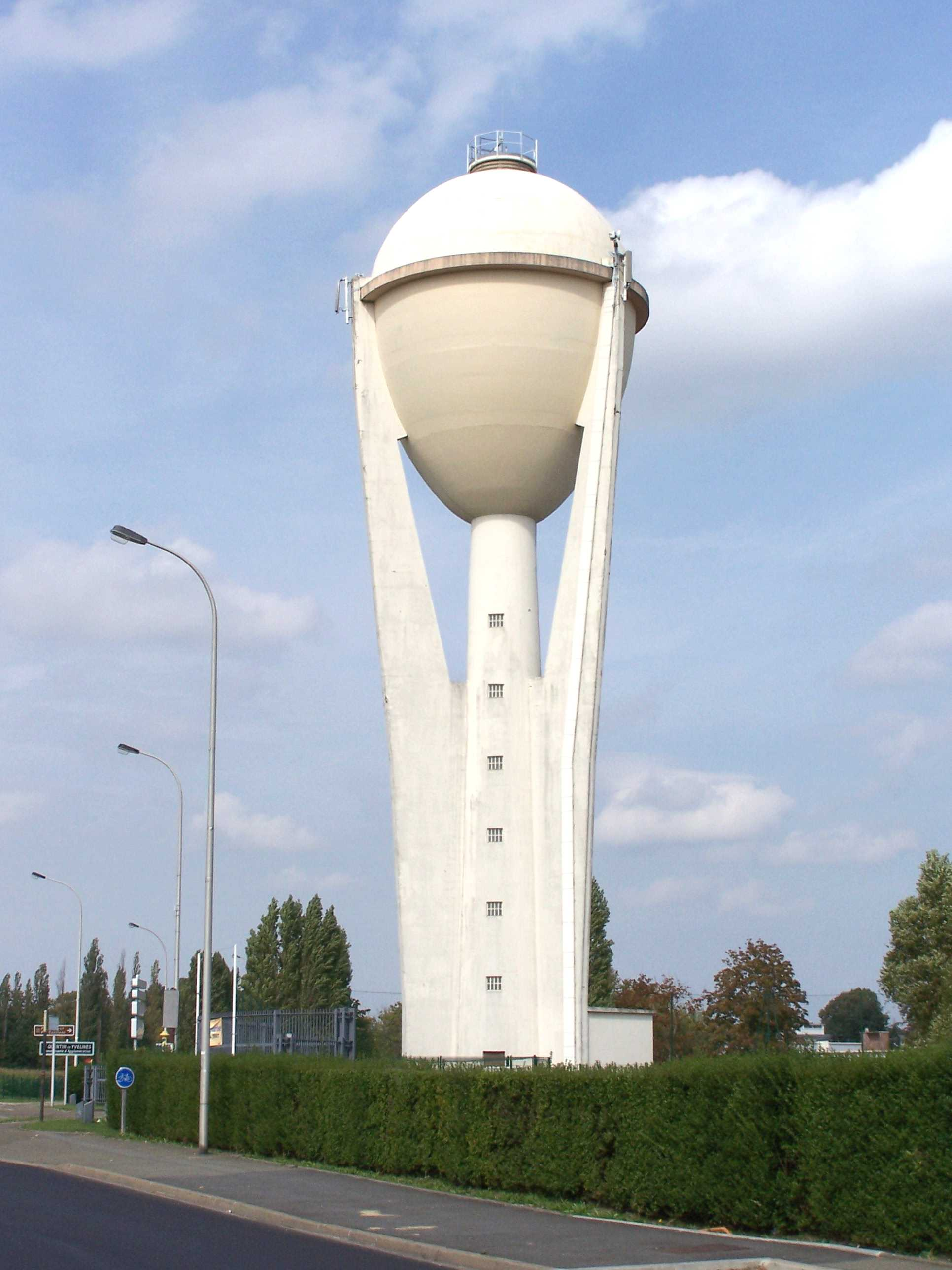
Wasserturm

Siehe auch: Liste der Monuments historiques in La Verrière
- Schloss
- Rathaus
- Wasserturm
- La Scarabée, Veranstaltungszentrum

## Verkehr
Durch die Gemeinde führt die Route nationale 10. Der Bahnhof von La Verrière liegt an der Bahnstrecke Paris–Brest.

## Persönlichkeiten
- René Renoux (1904–2000), Filmarchitekt, in La Verrière verstorben
- Louis Althusser (1918–1990), Philosoph, in La Verrière verstorben